# دايفيد جانسين
دايفيد جانسين (بالإنجليزية: David Janssen)‏ (و. 1931 – 1980 م) هو ممثل، وممثل أفلام، وممثل تلفزيوني، من الولايات المتحدة الأمريكية، ولد في نابوني، توفي في ماليبو، كاليفورنيا، عن عمر يناهز 49 عاماً بسبب نوبة قلبية.

## وصلات خارجية
- دايفيد جانسين على موقع IMDb (الإنجليزية)
- دايفيد جانسين على موقع ألو سيني (الفرنسية)
- دايفيد جانسين على موقع أول موفي (الإنجليزية)
- دايفيد جانسين على موقع قاعدة بيانات الأفلام السويدية (السويدية)
- دايفيد جانسين على موقع إن إن دي بي (الإنجليزية)
- دايفيد جانسين على موقع قاعدة بيانات الفيلم (الإنجليزية)
- دايفيد جانسين على موقع كينوبويسك (الروسية)